# كنيسة وطنية

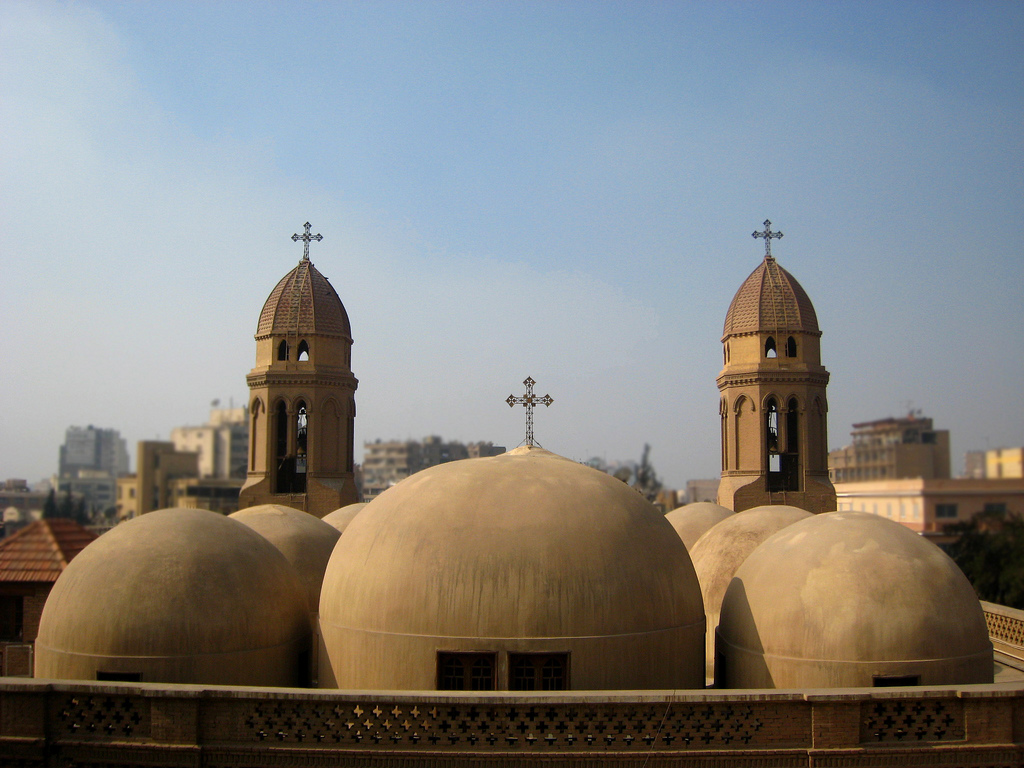
.كنيسة مارمرقس القبطية، تعد الكنيسة القبطية الأرثوذكسية إحدى أقدم الكنائس الوطنية في العالم.

الكنيسة الوطنية هو مفهوم حول كنيسة مسيحية مرتبطة بجماعة عرقية محددة أو الدولة القومية. تمت مناقشة الفكرة بشكل ملحوظ خلال القرن التاسع عشر، أثناء ظهور القومية الحديثة.
مفهوم الكنيسة الوطنية لا يزال حاضرًا في عدد من الدول الأرثوذكسية والبروتستانتية مثل انجلترا والدول الإسكندنافية على وجه الخصوص.
في سياق إنجلترا تعتبر كنيسة إنجلترا الأنجليكانية الكنيسة الوطنية في البلاد وتشكّل هوية ثقافيّة رئيسية ولا تزال تحمل أهمية حضارية وثقافية للشعب الإنجليزي، وقد برزت أيضًا الكنائس الشعبية اللوثرية في الدول الإسكندنافية، والتي وصفت بأنها كنائس وطنية بالمعنى العرقي. يُذكر أنّ الكنيسة الأسقفية الأمريكية تعتبر الكنيسة الوطنية للولايات المتحدة.
في المسيحية الشرقية الغالبية من الكنائس الأرثوذكسية الشرقية والمشرقية هي كنائس وطنية عرقيّة لشعوب المنطقة منها كنيسة الأرمن الأرثوذكس والكنيسة القبطية الأرثوذكسية بالإضافة إلى كنائس التقليد المسيحي السرياني، كذلك تعتبر كل من الكنيسة اليونانية الأرثوذكسية، الكنيسة الرومانية الأرثوذكسية، الكنيسة الصربية الأرثوذكسية والكنيسة الروسية الأرثوذكسية كنائس وطنية تنحصر في منطقة إثنية ثقافية معنية وينقسم التقليد الأرثوذكسي إلى الكنائس الأرثوذكسية اليونانية والكنائس الأرثوذكسية البروسلافية.

## البلدان والمناطق التي بها كنائس وطنية
| الدولة           | الكنيسة الوطنيّة                                                                               | الطائفة الدينيّة                     |
| ---------------- | --------------------------------------------------------------------------------------------- | ----------------------------------- |
| أرمينيا          | الكنيسة الأرمنية الرسولية                                                                     | أرثوذكسية مشرقية                    |
| بلغاريا          | الكنيسة البلغارية الأرثوذكسية (بطريركية صوفيا) الكنيسة البلغارية الأرثوذكسية (بطريركية موسكو) | أرثوذكسية شرقية                     |
| قبرص             | الكنيسة القبرصية الأرثوذكسية                                                                  | أرثوذكسية شرقية                     |
| الدنمارك         | كنيسة الدنمارك                                                                                | لوثرية                              |
| إنجلترا          | كنيسة إنجلترا                                                                                 | أنجليكانية                          |
| إستونيا          | الكنيسة الإنجيلية اللوثرية الإستونية                                                          | لوثرية                              |
| إثيوبيا          | كنيسة التوحيد الأرثوذكسية الإثيوبية                                                           | أرثوذكسية مشرقية                    |
| جزر فارو         | كنيسة جزر فارو                                                                                | بروتستانتيّة لوثريّة                  |
| فنلندا           | الكنيسة الإنجيلية اللوثرية الفنلندية والكنيسة الأرثوذكسية الفنلندية                           | بروتستانتيّة لوثرية وأرثوذكسيّة شرقية |
| جورجيا           | الكنيسة الجورجية الرسولية الأرثوذكسية                                                         | أرثوذكسية شرقية                     |
| ألمانيا          | الكنيسة الإنجيلية في ألمانيا والكنيسة الرومانية الكاثوليكية                                   | بروتستانتية لوثريّة وكاثوليكية       |
| اليونان          | الكنيسة اليونانية الأرثوذكسية                                                                 | أرثوذكسية شرقيّة                     |
| المجر            | الكنيسة الإصلاحيّة الهنغاريّة                                                                   | بروتستانتية كالفينيّة                |
| آيسلندا          | كنيسة آيسلندا                                                                                 | بروتستانتيّة لوثريّة                  |
| إيطاليا          | الكنيسة الرومانية الكاثوليكية                                                                 | كاثوليكية                           |
| إرتريا           | كنيسة التوحيد الأرثوذكسية الإريترية                                                           | أرثوذكسية مشرقية                    |
| أيرلندا الشمالية | كنيسة أيرلندا                                                                                 | أنجليكانيّة                          |
| لاتفيا           | الكنيسة الإنجيلية اللوثرية اللاتفية                                                           | لوثرية بروتستانية                   |
| ليختنشتاين       | الكنيسة الرومانية الكاثوليكية                                                                 | كاثوليكية                           |
| مقدونيا          | الكنيسة المقدونية الأرثوذكسية                                                                 | أرثوذكسية شرقيّة                     |
| مولدوفا          | الكنيسة المولدافية الأرثوذكسية                                                                | أرثوذكسية شرقية                     |
| الجبل الأسود     | الكنيسة الصربية الأرثوذكسية                                                                   | أرثوذكسية شرقية                     |
| النرويج          | كنيسة النرويج                                                                                 | لوثريّة                              |
| رومانيا          | الكنيسة الرومانية الأرثوذكسية                                                                 | أرثوذكسية شرقية                     |
| روسيا            | الكنيسة الروسية الأرثوذكسية                                                                   | أرثوذكسيّة شرقيّة                     |
| إسكتلندا         | كنيسة اسكتلندا                                                                                | مشيخية                              |
| صربيا            | الكنيسة الصربية الأرثوذكسية                                                                   | أرثوذكسية شرقية                     |
| السويد           | كنيسة السويد                                                                                  | بروتستانتية لوثرية                  |
| سوريا            | الكنيسة السريانية الأرثوذكسية والكنيسة الأنطاكيّة الأرثوذكسيّة                                  | أرثوذكسية مشرقية وأرثوذكسية شرقية   |
| توفالو           | كنيسة توفالو                                                                                  | كالفينية                            |
| أوكرانيا         | الكنيسة الأوكرانيّة الأرثوذكسيّة                                                                | أرثوذكسية شرقية                     |
| ويلز             | كنيسة ويلز                                                                                    | أنجليكانيّة                          |

### الكنائس الوطنية المرتبطة في جماعات عرقية
| الدولة              | الجماعة العرقية | الكنيسة الوطنيّة                               | الطائفة الدينيّة      |
| ------------------- | --------------- | --------------------------------------------- | -------------------- |
| أرمينيا             | أرمن            | الكنيسة الرسولية الأرمنية                     | أرثوذكسية مشرقية     |
| مصر                 | أقباط           | الكنيسة القبطية الأرثوذكسية                   | أرثوذكسية مشرقية     |
| سوريا- تركيا        | آراميون         | الكنيسة السريانية الأرثوذكسية                 | أرثوذكسية مشرقية     |
| آشور                | آشوريون         | كنيسة المشرق الآشورية                         | كنيسة المشرق         |
| آشور                | آشوريون         | كنيسة المشرق القديمة                          | كنيسة المشرق         |
| آشور                | آشوريون         | الكنيسة الكلدانية الكاثوليكية                 | كاثوليكيّة شرقيّة      |
| سوريا               | آراميون         | الكنيسة السريانية الكاثوليكية                 | كاثوليكيّة شرقيّة      |
| لبنان               | موارنة          | الكنيسة المارونية                             | كاثوليكيّة شرقيّة      |
| سوريا- لبنان- تركيا | روم أنطاكيون    | بطريركية أنطاكية وسائر المشرق للروم الأرثوذكس | أرثوذكسية شرقية      |
| بلاد الشام          | روم أنطاكيون    | كنيسة الروم الملكيين الكاثوليك                | كاثوليكية شرقية      |
| تركيا               | مسيحيون ترك     | البطريركيّة الأرثوذكسيّة التركيّة المستقلة       | مسيحيّة أرثوذكسيّة     |
| كرواتيا             | كروات           | الكنيسة الرومانية الكاثوليكية                 | كاثوليكية            |
| صربيا               | صرب             | الكنيسة الصربية الأرثوذكسية                   | أرثوذكسية شرقية      |
| الجبل الأسود        | مونتينيغريون    | الكنيسة الصربية الأرثوذكسية                   | أرثوذكسية شرقية      |
| اليونان             | يونانيون        | الكنيسة اليونانية الأرثوذكسية                 | أرثوذكسية شرقية      |
| روسيا               | روس             | الكنيسة الروسية الأرثوذكسية                   | أرثوذكسية شرقية      |
| هولندا              | هولنديون        | الكنيسة المصلحة الهولندية                     | بروتستانتية كالفينية |
| الولايات المتحدة    | مورمون          | المورمونية                                    | لاثالوثية            |

## معرض الصور

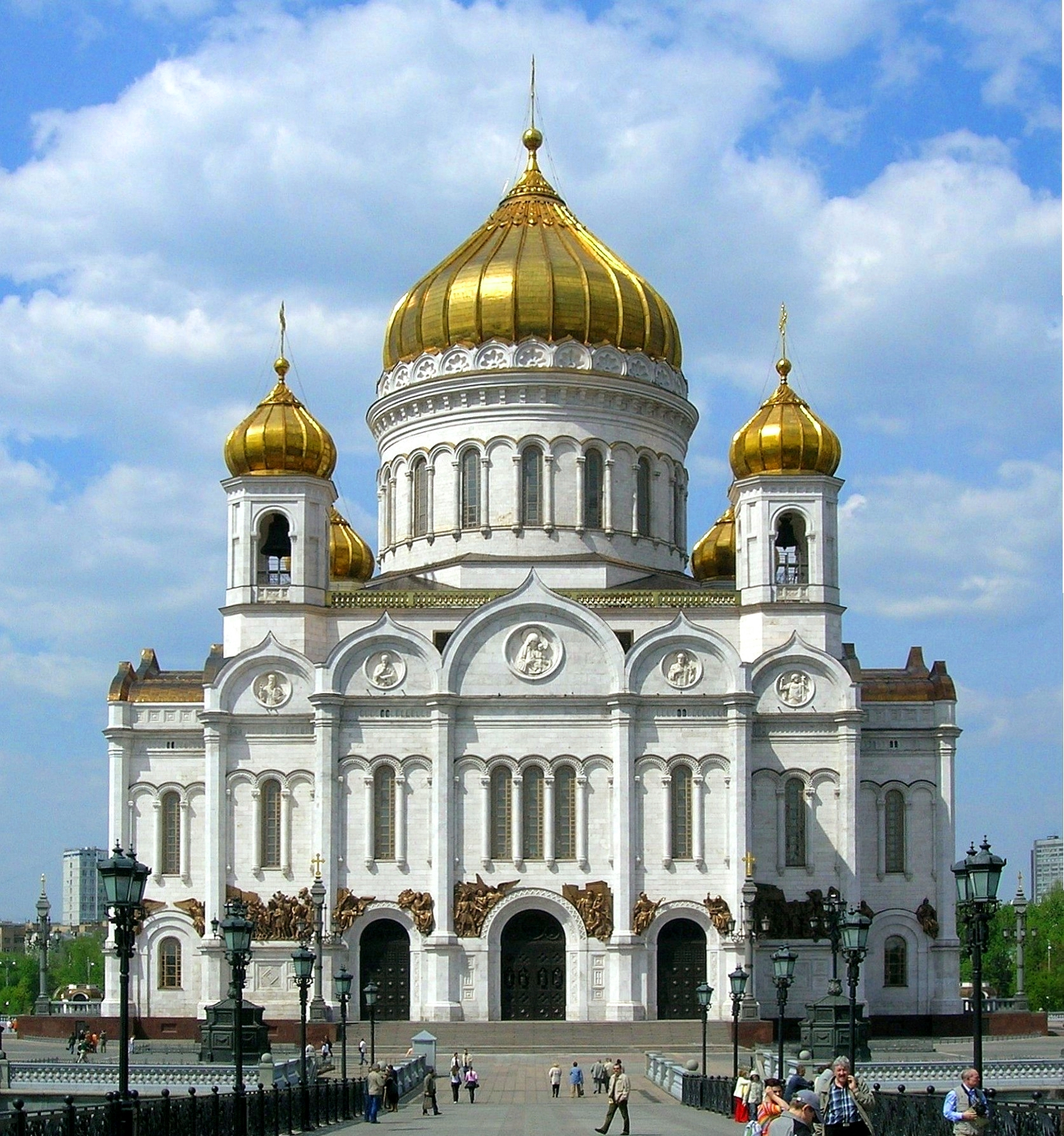
الكنيسة الروسية الأرثوذكسية، وهي الكنيسة الوطنية للشعب الروسي.
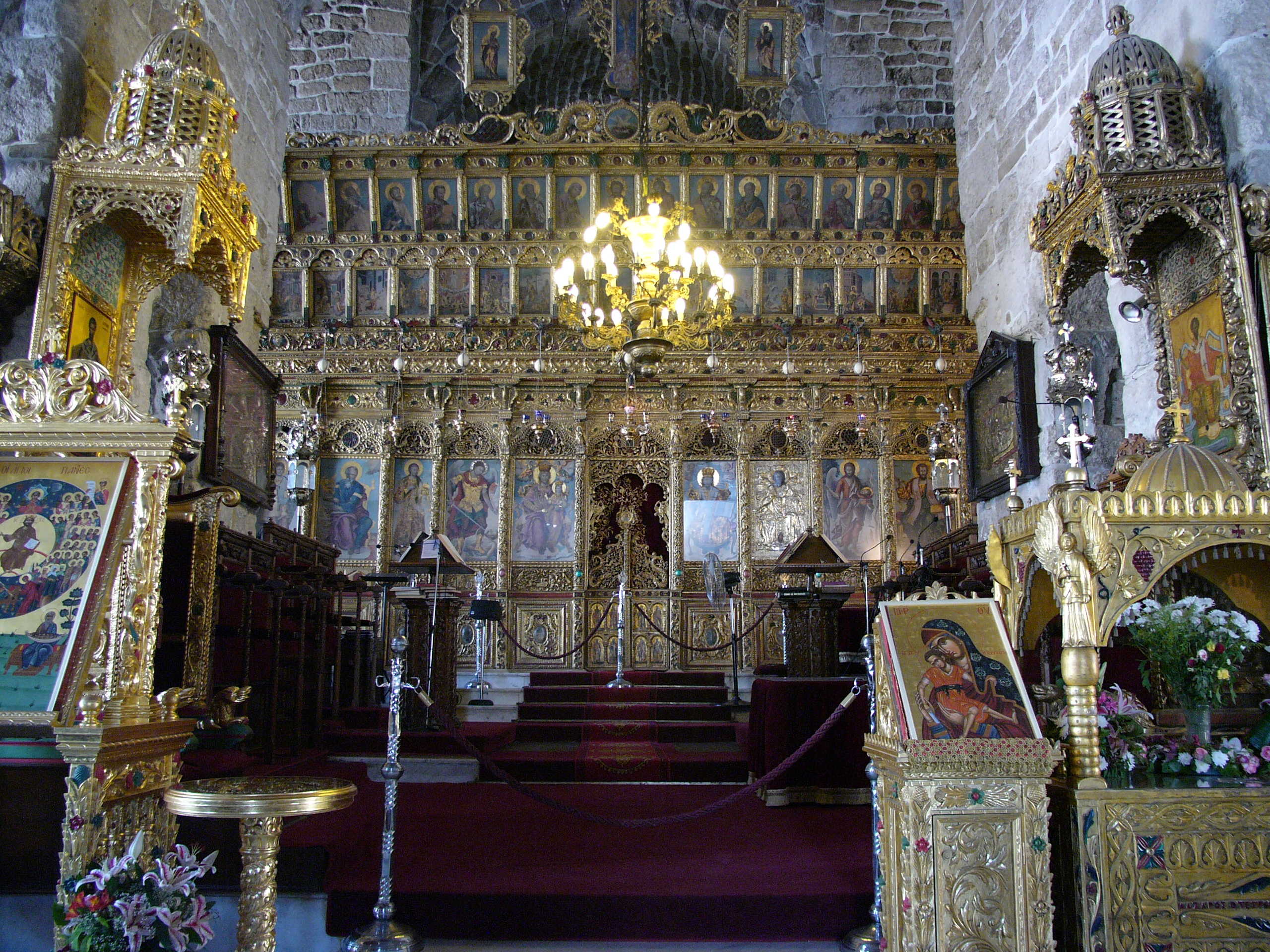
الكنيسة اليونانية الأرثوذكسية، وهي الكنيسة الوطنية للشعب اليوناني.
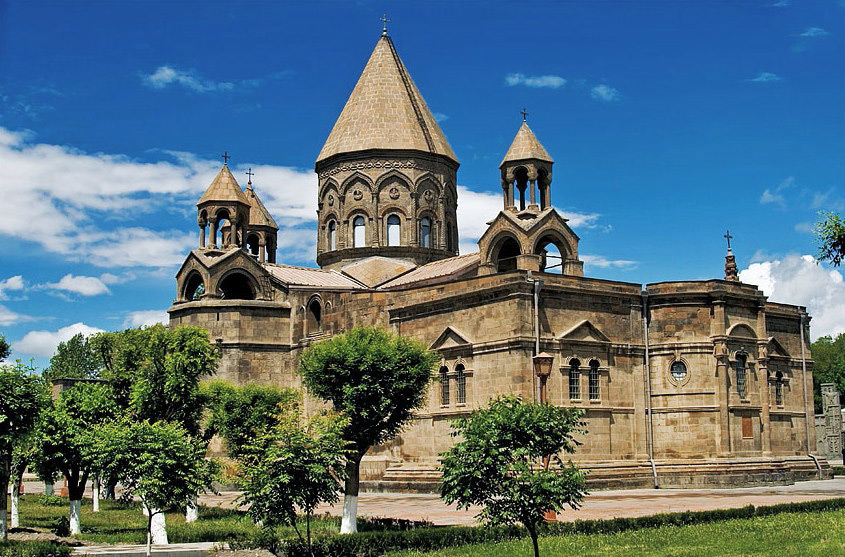
الكنيسة الأرمنية الرسولية، الكنيسة الوطنية لأرمينيا.
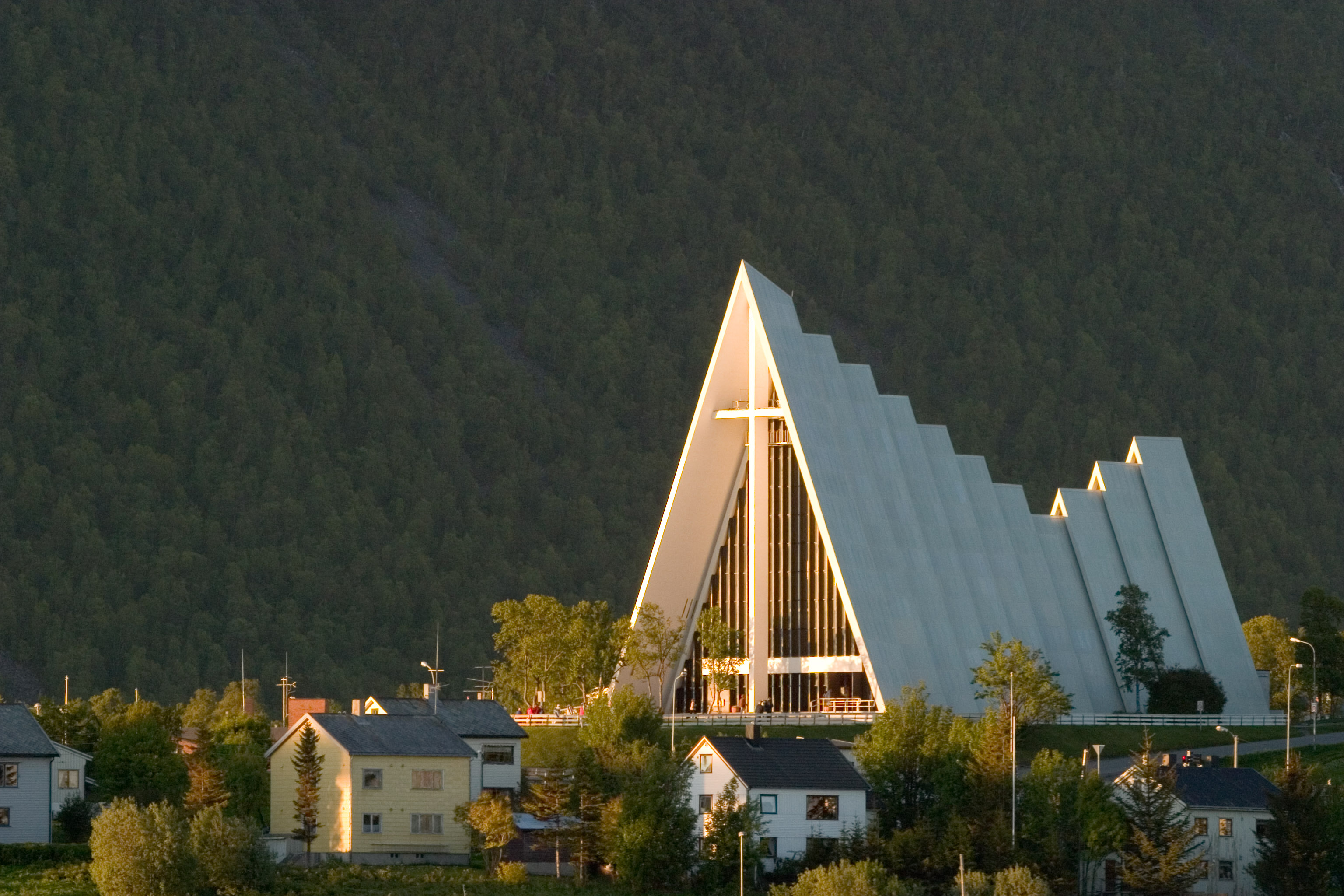
كنيسة النرويج اللوثريّة، وهي الكنيسة الوطنية لمملكة النرويج.
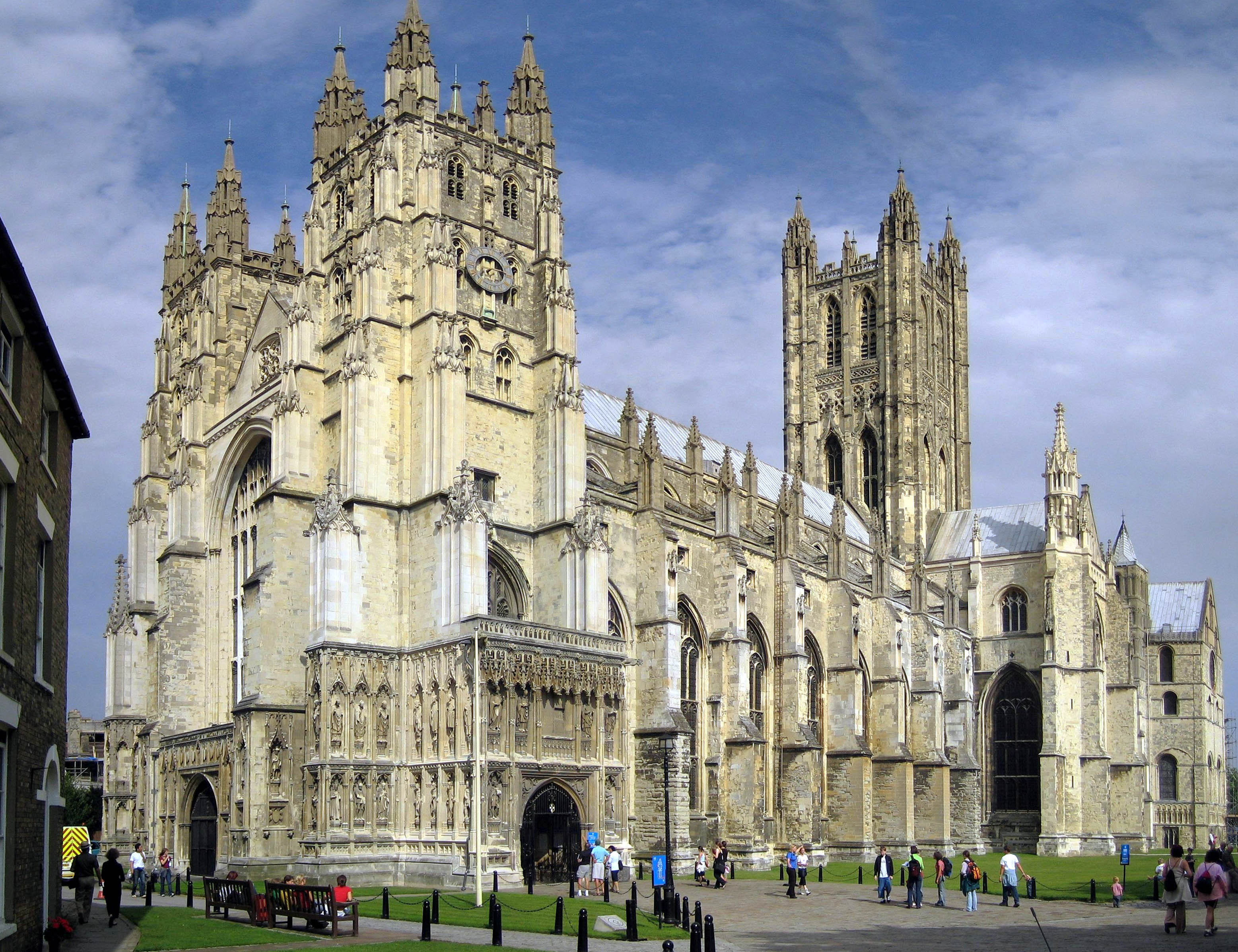
كنيسة إنجلترا الإنجليكانية، الكنيسة الوطنية للأمّة الإنجليزية.